# Aldus aktuellt
Aldus aktuellt var en populärvetenskaplig bokserie utgiven av bokförlaget Aldus åren 1960–1973. Serien berörde då aktuella händelser.
| Volym | Titel | Författare                                                | Utgivningsår |
| ----- | --- | --------------------------------------------------------- | ------------ |
| 1     | Historiens största brott: Adolf Eichmann och mordet på 6 miljoner judar                                     | Henry A. Zeiger                                           | 1960         |
| 2     | Storm över Afrika                                                                                           | Louis Lomax                                               | 1961         |
| 3     | Fredens strategi                                                                                            | John F. Kennedy                                           | 1961         |
| 4     | Ekonomisk hjälp till underutvecklade länder                                                                 | Frederic Benham                                           | 1961         |
| 5     | Sovjet i rymden                                                                                             | Alfred J. Zaehringer                                      | 1961         |
| 6     | Samvete förbjudet                                                                                           | Claude Eatherly & Güther Anders                           | 1962         |
| 7     | Djamila Boupacha                                                                                            | Simone de Beauvoir & Gisèle Halimi                        | 1962         |
| 8     | Spelet kring Europamarknaden                                                                                | Uwe Kitzinger                                             | 1963         |
| 9     | Tankar om det otänkbara                                                                                     | Herman Kahn                                               | 1963         |
| 10    | Öst mot öst: Det nya kalla kriget – En analys av konflikten mellan Moskva och Peking                        | Edward Crankshaw                                          | 1964         |
| 11    | Den nya horisonten: John F. Kennedys politiska program                                                      | Hans Dahlberg                                             | 1964         |
| 12    | Negerrevolten: De amerikanska negrernas kamp för medborgarrätt                                              | Louis Lomax                                               | 1964         |
| 13    | Skall kungamakten stärkas? Kritik av författningsförslaget                                                  | Herbert Tingsten                                          | 1964         |
| 14    | Bättre sjukvård: Kritik och förslag                                                                         | Peter Heimann                                             | 1964         |
| 15    | Den banala ondskan: Eichmann i Jerusalem                                                                    | Hannah Arendt                                             | 1964         |
| 16    | Amerika och framtiden                                                                                       | Lyndon B. Johnson                                         | 1964         |
| 17    | Röd opposition: Europas kommunistiska partier och Chrusjtjovs fall                                          | Utrikespolitiska Institutet                               | 1965         |
| 18    | Den svenska atomvapendebatten                                                                               | Per Ahlmark                                               | 1965         |
| 19    | Kommunismen i Norden och den världskommunistiska rörelsens kris                                             | Åke Sparring (red.)                                       | 1965         |
| 20    | Svenska kärnvapenproblem                                                                                    | Rolf Björnerstedt m. fl.                                  | 1965         |
| 21    | Vietnam: Hökens år                                                                                          | Sven Öste                                                 | 1966         |
| 22    | Kinas röda garde                                                                                            | Hans Granqvist                                            | 1967         |
| 23    | En amerikan i Nordvietnam                                                                                   | Harrison E. Salisbury                                     | 1967         |
| 24    | Styrkans övermod                                                                                            | J. William Fulbright                                      | 1967         |
| 25    | Det hotade Israel                                                                                           | Herbert Tingsten                                          | 1967         |
| 26    | De Gaulles Frankrike                                                                                        | Hans Sjöberg                                              | 1967         |
| 27    | Dagbok från en kris: Mellersta Östern-krisen observerad från Kairo och Beirut                               | Vanna Beckman                                             | 1967         |
| 28    | Narkotikafrågan och samhället                                                                               | Nils Bejerot                                              | 1968         |
| 29    | Nynazismen                                                                                                  | Per Sjögren                                               | 1968         |
| 30    | Ben Suc – utplånad by: En ögonvittnesskildring av amerikanernas ödeläggelse av en sydvietnamesisk by        | Jonathan Schell                                           | 1968         |
| 31    | Fågeldöd, fiskhot, kvicksilver                                                                              | Nils-Erik Landell                                         | 1968         |
| 32    | Revolt i svart ghetto                                                                                       | Tom Hayden                                                | 1968         |
| 33    | Dagbok 7 november 1966 – 7 oktober 1967                                                                     | Che Guevara                                               | 1968         |
| 34    | Raskrisen i USA: Den officiella amerikanska rapporten                                                       | –                                                         | 1968         |
| 35    | Kritik av den rena toleransen                                                                               | Robert Paul Wolff, Barrington Moore Jr. & Herbert Marcuse | 1968         |
| 36    | Tjeckoslovakiens ödestimma                                                                                  | Jahn Otto Johansen                                        | 1968         |
| 37    | Sydöstasien – sken och verklighet                                                                           | Einar von Bredow                                          | 1968         |
| 38    | Revolution! Frankrike 1968                                                                                  | Patrick Seale & Maureen McConville                        | 1968         |
| 39    | Reform, ockupation – Tjeckoslovakien 1968: Bakgrund och motiv                                               | –                                                         | 1968         |
| 40    | Min vän Che                                                                                                 | Ricardo Rojo                                              | 1969         |
| 41    | Skolan som dödar                                                                                            | Jonathan Kozol                                            | 1969         |
| 42    | Vår och höst i Prag                                                                                         | Per Sjögren                                               | 1969         |
| 43    | Nattens arméer                                                                                              | Norman Mailer                                             | 1969         |
| 44    | Alternativ till världens undergång: Tankar om framåtskridande, fredlig samexistens och intellektuell frihet | Andrej Sacharov                                           | 1969         |
| 45    | Sex i Sverige: Huvudavsnittet av undersökningen Om sexuallivet i Sverige företagen av SIFO                  | Hans L. Zetterberg                                        | 1969         |
| 46    | Världen, Nigeria och Biafra: Sanningen som kom bort                                                         | Ulf Himmelstrand                                          | 1969         |
| 47    | Antisemitism, antisionism: Exemplet Polen                                                                   | Alvar Alsterdal                                           | 1969         |
| 48    | De nya revolutionärerna                                                                                     | Tariq Ali (red.)                                          | 1969         |
| 49    | Välfärd till döds?                                                                                          | Nils-Erik Landell                                         | 1969         |
| 51    | Civilmotståndets strategi                                                                                   | Adam Roberts (red.)                                       | 1969         |
| 52    | Fredspolitik – Civilmotstånd                                                                                | Tryggve Hedtjärn m. fl.                                   | 1969         |
| 53    | Skolreform och universitetskris: Dokument och inlägg för dagen 1966–1969                                    | Gunnar Brandell                                           | 1969         |
| 54    | Latinamerika – reform eller stagnation?                                                                     | Andres Küng                                               | 1969         |
| 55    | Maos kulturrevolution                                                                                       | Harald Munthe-Kaas & John Gittings                        | 1969         |
| 56    | Tortyren i Grekland: Exempelfall och dokument                                                               | James Becket                                              | 1969         |
| 57    | Röd gubbe: Anteckningar om makten och miljön                                                                | Thomas Michélsen                                          | 1969         |
| 58    | Anti-Marx: Kritiska och avvikande synpunkter på Marx                                                        | Sven-Eric Liedman (red.)                                  | 1970         |
| 59    | Miami och Chicagos belägring                                                                                | Norman Mailer                                             | 1970         |
| 60    | Livsmedelsförsörjningen: Ett världsproblem                                                                  | Norman Wingate Pirie                                      | 1970         |
| 61    | Mellanöstern i närbild                                                                                      | Mark Lippold                                              | 1970         |
| 62    | Kommer Sovjetunionen att bestå till år 1984?                                                                | Andrej Amalrik                                            | 1970         |
| 63    | Krig mellan Ryssland och Kina                                                                               | Harrison E. Salisbury                                     | 1970         |
| 64    | Författningsreformen och val –70                                                                            | Olof Sandholm                                             | 1970         |
| 65    | Springer världen ifrån oss?                                                                                 | Edmund Leach                                              | 1970         |
| 66    | Om våld | Hannah Arendt                                             | 1970         |
| 67    | Självklara saker                                                                                            | Sven Lindqvist                                            | 1970         |
| 68    | Socialismens framtid: En kritisk analys                                                                     | Svetozar Stojanović                                       | 1970         |
| 69    | Politik för ett mänskligare samhälle                                                                        | Gunnar Helén                                              | 1970         |
| 70    | Mannen i manssamhället                                                                                      | Sinikka Ortmark                                           | 1970         |
| 71    | Tiden är inne                                                                                               | Bobby Seale                                               | 1970         |
| 72    | Malajisk dagbok                                                                                             | Einar von Bredow                                          | 1970         |
| 73    | Rättegången                                                                                                 | Tom Hayden                                                | 1970         |
| 74    | Universiteten i utbildningssamhället                                                                        | Carl Tham                                                 | 1971         |
| 75    | Estland: en studie i imperialism                                                                            | Andres Küng                                               | 1971         |
| 76    | De dödsdömda indianerna: De sydamerikanska indianernas situation idag                                       | Lars Persson                                              | 1971         |
| 77    | Sveket mot kusterna: Om supertankers, oljeskydd, Östersjön, Brofjorden och riksplanering                    | Per Ahlmark                                               | 1971         |
| 78    | Japans harakiri: Offren för det ekonomiska miraklet                                                         | Bo Gunnarsson                                             | 1971         |
| 79    | Könets fånge                                                                                                | Norman Mailer                                             | 1971         |
| 80    | Är Kuba socialistiskt?                                                                                      | René Dumont                                               | 1971         |
| 81    | Upp till kamp, pensionärer!                                                                                 | Per Gahrton                                               | 1972         |
| 82    | Samhem: En bok om mänsklig miljö i mänsklig skala                                                           | Ingrid Sjöstrand                                          | 1973         |